# Shammi Kapoor

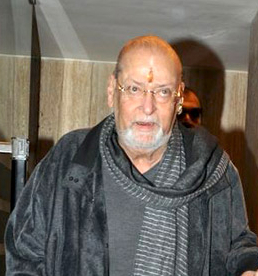
Shammi Kapoor

Shammi Kapoor (Hindi शम्मी कपूर Śammī Kapūr; * 21. Oktober 1931 in Bombay, Britisch-Indien; † 14. August 2011 in Mumbai, Indien; bürgerlicher Name Shamsher Raj Kapoor) war ein indischer Filmschauspieler.

## Leben
Er begann 1948 im Prithvi Theatre seines Vaters Prithviraj Kapoor mit der Schauspielerei. Sein Filmdebüt hatte er 1953 in Jeevan Jyoti, jedoch blieb ihm der Erfolg in den 1950er Jahren versagt. Mit verändertem Outfit fand er dann in den 1960er Jahren seine Nische als „rebellischer“ Held und trat damit in Kontrast zu den großen Mainstream-Darstellern des Bollywoodfilms dieser Zeit Raj Kapoor (sein älterer Bruder), Dev Anand und Dilip Kumar.
Mit seinem ersten Farbfilm Junglee (1961) etablierte er sich als jugendlicher Star in einfachen Unterhaltungsfilmen. 1968 gewann er für seine Rolle in Brahmachari den Filmfare Award als Bester Hauptdarsteller. Seine Filme begannen zu floppen, da er körperlich stark an Gewicht zunahm und er verlor sein Image an den aufstrebenden neuen Star Rajesh Khanna. Nach erfolglosen Versuchen als Regisseur, erhielt Kapoor jedoch 1982 einen Filmfare Award als Bester Nebendarsteller für Vidhaata.
1995 gründete der computerversessene Shammi Kapoor den Internet Users Club of India (IUCI). Im selben Jahr wurde ihm der Filmfare Award/Lebenswerk des Jahres 1994 verliehen. Er spielte in mehr als 100 Filmen.
Shammi Kapoor war Teil der Schauspielerdynastie Kapoor, zu der auch sein jüngerer Bruder Shashi Kapoor und Kareena Kapoor gehören.

## Filmografie
- 1953: Jeevan Jyoti
- 1953: Rail Ka Dibba
- 1953: Thokar
- 1953: Laila Majnu
- 1953: Gul Sanobar
- 1954: Shama Parwana
- 1954: Mehbooba
- 1954: Ehsan
- 1954: Chor Bazar
- 1955: Tangewali
- 1955: Naqab
- 1955: Miss Coca Cola
- 1955: Daku
- 1956: Sipahsalaar
- 1956: Rangeen Raatein
- 1956: Memsahib
- 1956: Hum Sab Chor Hain
- 1957: Tumsa Nahin Dekha
- 1957: Maharani
- 1957: Coffee House
- 1957: Mirza Sahiban
- 1958: Mujrim
- 1959: Dil Deke Dekho
- 1959: Ujala
- 1959: Char Dil Char Raahein
- 1959: Raat Ke Raahi
- 1959: Mohar
- 1959: Sahil
- 1960: Basant
- 1960: College Girl
- 1960: Singapore
- 1961: Boyfriend
- 1961: Junglee
- 1962: Dil Tera Deewana
- 1962: Professor
- 1962: China Town
- 1962: Vallah Kya Baat Hai
- 1963: Bluff Master
- 1963: Shaheed Bhagat Singh
- 1963: Pyar Kiya To Darna Kya
- 1964: Rajkumar
- 1964: Kashmir Ki Kali
- 1965: Jaanwar
- 1966: Teesri Manzil
- 1966: Preet Na Jane Reet
- 1966: Badtameez
- 1967: An Evening in Paris
- 1967: Laat Saheb
- 1968: Brahmachari
- 1969: Prince
- 1969: Tum Se Achha Kaun Hai
- 1969: Sachaai
- 1970: Pagla Kahin Ka
- 1971: Andaz
- 1971: Jawan Mohabbat
- 1971: Jaane Anjane
- 1971: Preetam
- 1974: Manoranjan
- 1974: Chhote Sarkar
- 1975: Salaakhen
- 1975: Zameer
- 1976: Bandalbaaz
- 1977: Mama Bhanja
- 1977: Parvarish
- 1978: Shalimar
- 1979: Meera
- 1979: Ahsaas
- 1981: Ahista Ahista
- 1981: Armaan
- 1981: Harjaai
- 1981: Professor Pyarelal
- 1981: Rocky
- 1981: Naseeb
- 1981: Biwi-o-Biwi
- 1982: Prem Rog
- 1982: Vidhaata
- 1982: Desh Premi
- 1982: Yeh Vaada Raha
- 1983: Hero
- 1983: Betaab
- 1983: Ek Jaan Hain Hum
- 1983: Romance
- 1983: Aan Aur Shaan
- 1983: Wanted
- 1984: Sohni Mahiwal
- 1985: Badal
- 1985: Balidan
- 1985: Ek Se Bhale Do
- 1985: Ram Tere Kitne Naam
- 1986: Allah Rakha
- 1986: Kala Dhandha Goray Log
- 1986: Karamdaata
- 1986: Ghar Sansar
- 1987: Himmat Aur Mehnat
- 1987: Hukumat
- 1987: Ijaazat
- 1989: Daata
- 1989: Bade Ghar Ki Beti
- 1989: Mohabbat Ka Paigam
- 1989: Batwara
- 1990: Dhadaka
- 1991: Ajooba
- 1991: Mast Kalandar
- 1991: Lakshmanrekha
- 1992: Nishchaiy
- 1992: Humshakal
- 1992: Tahalka
- 1992: Chamatkar – Der Himmel führt uns zusammen… (Chamatkar)
- 1992: Heer Ranjha
- 1992: Khule Aam
- 1992: Mahashay
- 1993: Gardish
- 1993: Aaja Meri Jaan
- 1993: Dosti Ki Saugandh
- 1993: Tum Karo Vaada
- 1994: Pyar Ka Rog
- 1994: Premyog
- 1994: Rock Dancer
- 1996: Aur Pyar Ho Gaya
- 1996: Namak
- 1996: Megha
- 1996: Prem Granth
- 1997: …Aur Pyaar Ho Gaya
- 1997: Share Bazaar
- 1998: Kareeb
- 1998: Dhoondte Reh Jaaoge!
- 1999: Jaanam Samjha Karo
- 2001: Censor
- 2002: Yeh Hai Jalwa
- 2002: Waah! Tera Kya Kehna
- 2004: Bhola in Bollywood
- 2006: Sandwich
- 2011: Rockstar